# Volley 2002 Forlì
Le  Volley 2002 est un ancien club italien de volley-ball féminin basé à Forlì qui a fonctionné de 1992 à 2016.

## Historique
- Icot Sucrital Forlimpopoli (1998-1999)
- Icot Forlìmpopoli (1999-2000)
- Icot Forlì (2000-2002)
- Icot Tec Forlì (2002-2003)
- Icot Tec Europa Systems Forlì (2003-2004)
- Infotel Europa Systems Forlì (2004-2005)
- Tecnomec Europa Systems Forlì (2005-2006)
- Tecnomec Forlì (2006-2007)
- Infotel Banca Di Forlì (2007-2008)
- Infotel Forlì (2008-2012)
- Volley 2002 Forlì (2012-2013)
- Banca Di Forlì (2013-2014)
- Volley 2002 Forlì (2014-2016)

## Palmarès
- Coupe d'Italie A2
  - Vainqueur : 2002, 2016[2]

## Effectifs

### Saison 2015-2016
| No                                          | Nom                                         | Date de naissance                           | Taille                         | Poids                          | Poste                          |
| ------------------------------------------- | ------------------------------------------- | ------------------------------------------- | ------------------------------ | ------------------------------ | ------------------------------ |
| 1                                           | Irina Smirnova                              | 10 avril 1990                               | 188                            | 73                             | Attaquante                     |
| 3                                           | Alessandra Ventura                          | 8 février 1983                              | 183                            |                                | Réceptionneuse-attaquante      |
| 4                                           | Sara Ceron                                  | 4 juillet 1993                              | 188                            |                                | Centrale                       |
| 5                                           | Martina Balboni                             | 29 janvier 1991                             | 182                            | 70                             | Passeuse                       |
| 6                                           | Francesca Bonciani                          | 25 mai 1992                                 | 178                            |                                | Passeuse                       |
| 7                                           | Marilyn Strobbe                             | 11 février 1989                             | 188                            |                                | Centrale                       |
| 8                                           | Alessandra Guasti                           | 7 août 1996                                 | 185                            |                                | Réceptionneuse-attaquante      |
| 9                                           | Giulia Gibertini                            | 30 septembre 1984                           | 170                            |                                | Libero                         |
| 10                                          | Laura Saccomani                             | 8 octobre 1991                              | 191                            | 66                             | Réceptionneuse-attaquante      |
| 11                                          | Teresa Ferrara                              | 25 octobre 1991                             | 172                            |                                | Libero                         |
| 12                                          | Taismary Agüero                             | 5 mars 1977                                 | 177                            | 68                             | Attaquante                     |
| 13                                          | Flavia Assirelli                            | 26 septembre 1990                           | 183                            |                                | Centrale                       |
| 15                                          | Vera Klimovich                              | 29 avril 1988                               | 185                            | 72                             | Centrale                       |
|                                             |                                             |                                             |                                |                                |                                |
| Encadrement technique                       | Encadrement technique                       |                                             | Légende                        | Légende                        | Légende                        |
| Entraîneur : Angelo Vercesi                 | Entraîneur : Angelo Vercesi                 | Entraîneur : Angelo Vercesi                 | : Capitaine                    | : Capitaine                    | : Capitaine                    |
| Entraîneur(s) adjoint(s) : Michele Briganti | Entraîneur(s) adjoint(s) : Michele Briganti | Entraîneur(s) adjoint(s) : Michele Briganti | : Joueuse blessée actuellement | : Joueuse blessée actuellement | : Joueuse blessée actuellement |
| Manager général : Andrea Antonini           |                                             |                                             |                                |                                |                                |